# Aquemini
Aquemini es el tercer álbum de estudio del dúo de hip hop estadounidense Outkast. Fue lanzado el 29 de septiembre de 1998, por LaFace Records. El título es un portmanteau de los dos signos del Zodíaco de cada uno de los intérpretes: Acuario (Aquarius) (Big Boi) y Géminis (Gemini) (André 3000), el cual es un referente del tema recurrente del álbum y las diferencias de personalidades de sus miembros.
El grupo grabó la mayor parte del contenido del álbum en el estudio de Bobby Brown, Bosstown, y en Doppler Studios, ambos en Atlanta, Georgia.

## Grabación
El álbum fue grabado entre 1997 y 1998 en el Bosstown Studios, propiedad de Bobby Brown y en los Doppler Studios, en la ciudad de Atlanta.
Fue producido por Organized Noize.

## Recepción
El álbum recibió calificaciones positivas por parte de la crítica especializada.

## Legado
El álbum fue catalogado junto a Stankonia (2000), también de Outkast. como uno de los mejores álbumes de la historia del género. La revista Rolling Stone lo ubicó en el puesto n° 500 de su lista de los 500 Mejores Álbumes de la Historia en su edición de 2003, en 2020 el álbum se lanzó hasta la posición 49, siendo el álbum de la agrupación más alto en esta lista.